# 요나단 마카베오

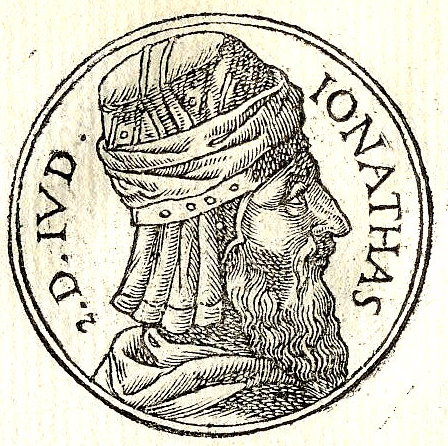

요나단 마카베오(히브리어: יונתן הוופסי, 고대 그리스어: Ἰωνάθαν Ἀπφοῦς 이오나탄 아푸스[*], ? ~ 기원전 143년 또는 기원전 142년)는 헬레니즘 시대 유대인의 3대 저항 지도자로 전 유대인 저항 지도자 마타티아스의 아들이자 유다 마카베오의 동생이다.
유대인들의 지도자 마타티아스의 아들로 마타티아스가 죽자 그의 뒤를 이은 형 유다 마카베오를 도와 이민족들을 무찔렀다. 셀레우코스 제국의 군대를 격파하고 형제들과 함께 성전을 봉헌했고 이에 자극 받은 이민족들이 쳐들어오자 요르단강을 건너 티모테오스가 이끄는 이민족들을 무찔렀다.
유다 마카베오가 셀레우코스 제국의 데메트리오스 1세가 이끄는 대군에 맞서 싸우다 전사하자 그의 뒤를 이어 3대 저항 지도자가 되었고 셀레우코스 제국의 왕위를 탐내던 왕족 알렉산드로스 발라스를 도와 그를 셀레우코스 제국의 왕위에 오르게 했다.
그리고 남은 데메트리오스의 잔당들도 무찔러 알렉산드로스로부터 큰 명예를 얻었다. 그러나 알렉산드로스가 이집트의 프톨레마이오스와 싸우다 전사하자 데메트리오스 2세가 왕위에 오르고 요나단은 이를 경계해 일단 데메트리오스와 동맹을 맺는다.
그러다가 실수로 데메트리오스와 한 약속을 어기자 그의 부하 장수 디오도토스 트리폰과 동맹을 맺는다. 그러나 트리폰이 데메트리오스의 아들 안티오코스를 죽이려 하자 이를 토벌하기 위해 출정했다가 붙잡히고 트리폰의 인질극에 휘말리다가 결국 살해당한다.
이후 그의 뒤를 이어 그의 동생 시몬이 4대 유대인 저항 지도자로 오른다.